# Plexaura kukenthali
Plexaura kukenthali is een zachte koraalsoort uit de familie Plexauridae. De koraalsoort komt uit het geslacht Plexaura. Plexaura kukenthali werd in 1921 voor het eerst wetenschappelijk beschreven door Moser. 